# Arnold Classic
Arnold Classic – zawody dla kulturystów profesjonalnych rozgrywane corocznie w Columbus od 1989 roku pod koniec lutego lub na początku marca. Organizowane przez Arnolda Schwarzennegera (stąd jego imię w nazwie) są obecnie częścią multi-sportowej imprezy pod nazwą Arnold Sports Festival, w której rozgrywanych jest blisko 40 dyscyplin i konkurencji sportowych (głównie atletycznych) z udziałem dużej liczby zawodników i zawodniczek. Arnold Classic cieszą się wysoką renomą, ze względu na udział czołowych zawodników, których przyciągają wysokie nagrody (130 tys. dolarów za I miejsce, plus luksusowe nagrody rzeczowe w 2010 roku). Uważane są za najważniejsze po Mr. Olympia – mistrzostwach świata zawodowców – zawody w świecie profesjonalnej kulturystyki. Obecnie w ramach turnieju Arnold Classic są również rozgrywane konkursy dla kobiet: Ms. International, Fitness International i Figure International, a całość imprezy nosi nazwę Arnold Fitness Weekend. Mistrzostwa od 2009 roku mają edycję amatorską, w której z sukcesami startują polscy zawodnicy.

## Historia
W 1989 roku Arnold Schwarzenegger – były siedmiokrotny zawodowy mistrz świata w kulturystyce, biznesmen i gwiazda filmowa wraz z Jimmym Lorimerem przejął organizację prestiżowej, chociaż nie cieszącej się dużą popularnością imprezy dla kulturystów zawodowych Mens Pro World. Zmienił jej nazwę na Arnold Classic i poważnie zwiększył pulę nagród, stawiając pod tym względem na równi z Mr. Olympia – mistrzostwami świata zawodowców (już rok później nagrody były wyższe). Wysokie stawki przyciągnęły czołówkę gwiazd ówczesnej światowej kulturystyki, nadając im wysoką renomę. W pierwszej edycji zawodów wygrał Rich Gaspari, który w ubiegłych latach był trzykrotnie (1986–1988) zawodowym wicemistrzem świata. Na miejsce zawodów wybrano Columbus i halę Veterans Memorial Auditorium.

## Zwycięzcy
| Rok  | Zwycięzca         | Rok  | Zwycięzca       | Rok  | Zwycięzca       |
| ---- | ----------------- | ---- | --------------- | ---- | --------------- |
| 1989 | Rich Gaspari      | 2002 | Jay Cutler      | 2015 | Dexter Jackson  |
| 1990 | Mike Ashley       | 2003 | Jay Cutler      | 2016 | Kai Greene      |
| 1991 | Shawn Ray         | 2004 | Jay Cutler      | 2017 | Cedric McMillan |
| 1992 | Vince Taylor      | 2005 | Dexter Jackson  | 2018 | William Bonac   |
| 1993 | Flex Wheeler      | 2006 | Dexter Jackson  | 2019 | Brandon Curry   |
| 1994 | Kevin Levrone     | 2007 | Victor Martinez | 2020 | William Bonac   |
| 1995 | Mike Francois     | 2008 | Dexter Jackson  | 2021 | Nicholas Walker |
| 1996 | Kevin Levrone     | 2009 | Kai Greene      | 2022 | Brandon Curry   |
| 1997 | Flex Wheeler      | 2010 | Kai Greene      | 2023 | Samson Dauda    |
| 1998 | Flex Wheeler      | 2011 | Branch Warren   | 2024 | Hadi Choopan    |
| 1999 | Nasser El Sonbaty | 2012 | Branch Warren   | 2025 |                 |
| 2000 | Flex Wheeler      | 2013 | Dexter Jackson  | 2026 |                 |
| 2001 | Ronnie Coleman    | 2014 | Dennis Wolf     | 2027 |                 |

## Afera antydopingowa roku 1990
W 1990 roku, podczas drugiej edycji konkursu „Arnold Classic” doszło do największego skandalu antydopingowego w historii światowej kulturystki. Czterech zawodników – Shawn Ray, Nimrod King, Samir Bannout i Ralf Möller zostało przyłapanych na stosowaniu niedozwolonych środków dopingujących (Ray – Winstrol, King – Winstrol i Drostanolon, Bannout – Drostanolon, Möller – Nandrolon). Dwóch z nich należało do ścisłej światowej czołówki – Bannout był zawodowym mistrzem świata w 1983 roku, Ray w 1990 roku był trzeci na Mr. Olympia. Möller – ówcześnie najwybitniejszy kulturysta niemiecki, znany aktor i milioner dzięki intratnym kontraktom reklamowym na rynku niemieckim (m.in. z Lufthansą i Mercedesem). Wszystkich zdyskwalifikowano z zawodów – Rayowi odebrano I miejsce. Ostatecznie zwycięzcą zawodów został Mike Ashley, który przed ogłoszeniem wyników testów był drugi.